# La Grange Nunataks
La Grange Nunataks är nunataker i Antarktis. De ligger i Östantarktis. Argentina och Storbritannien gör anspråk på området.